# Proceratophrys palustris
Proceratophrys palustris es una especie de ránidos que vive en Brasil.
Está amenazada de extinción por la pérdida de su hábitat natural.